# Andrei Pătrui
Andrei Pătrui (* 1. Juli 1996) ist ein ehemaliger rumänischer Tennisspieler.

## Karriere
Andrei Pătrui spielt einige wenige Matches auf der ATP Challenger Tour und der ITF Future Tour.
Seinen einzigen Auftritt auf World-Tour-Level im Doppel hatte er zusammen mit Victor Hănescu, mit dem er ein Doppelpaar bildete, bei der BRD Năstase Țiriac Trophy in Bukarest im April 2014. Hierbei verloren sie ihre Erstrundenpartie gegen Eric Butorac und Raven Klaasen und schieden aus. 2017 spielte er sein letztes Turnier.